# دريفن (رواية)
دريڤن هي رواية صدرت في عام 2012 من قِبَل جيمس ساليس (James Sallis)، والتي تعد تكملة لرواية «قيادة» (Drive) والتي نُشِرَتْ عام 2005.

## الحبكة
بعد سبع سنوات من أحداث درايف، درايفر يعيش في فينيكس تحت اسم بول ويست، وسيتزوج. عندما هاجمه رجلان وخطيبته، تاركين جثتها، يسعى السائق إلى الانتقام.

## الاستقبال
كتب جون ويلول من NPR: «في النهاية، القيادة هي مجرد رحلة رائعة، وبعد أن تحترق من خلالها مثل سيارة عضلية تحترق من خلال جالون خالي من الرصاص، قد تشعر بالألم الأمريكي على وجه خاص للوصول إلى الطريق المفتوح.»

## روابط خارجية
- Google Books